# Cliffortia burgersii
Cliffortia burgersii är en rosväxtart som beskrevs av E.G.H. Oliver och A.C. Fellingham. Cliffortia burgersii ingår i släktet Cliffortia och familjen rosväxter. Inga underarter finns listade i Catalogue of Life.